# Сант'Албано (Павија)
Сант'Албано је насеље у Италији у округу Павија, региону Ломбардија.
Према процени из 2011. у насељу је живело 238 становника. Насеље се налази на надморској висини од 570 м.